# Unitarisme (politique)
Pour les articles homonymes, voir Unitarisme.

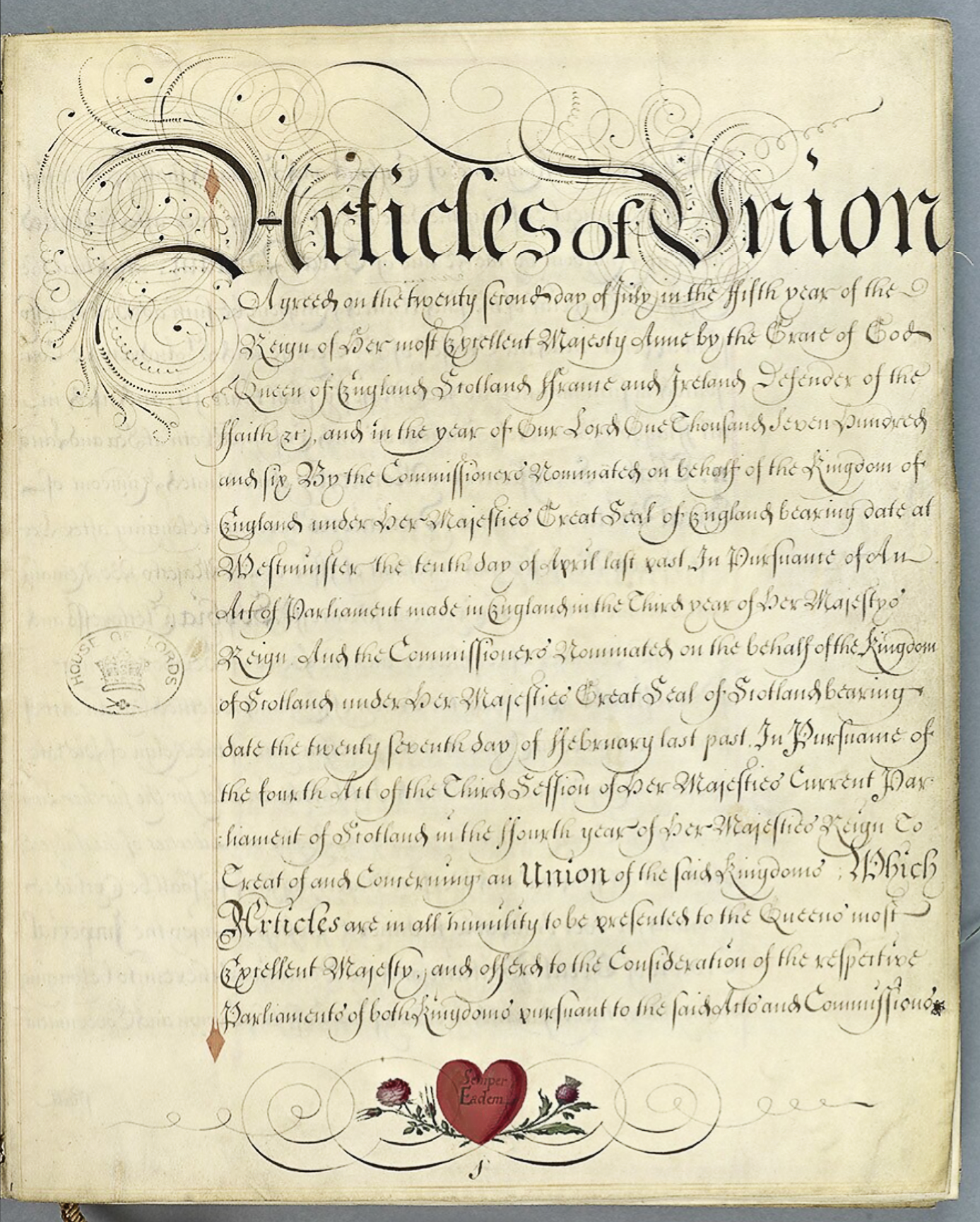
Copie de la loi ratifiant et approuvant le traité d'union des deux royaumes d'Écosse et d'Angleterre, telle qu'elle a été adoptée par le Parlement écossais.

En politique, l’unitarisme est le principe d'organisation du centralisme démocratique. Il s'agit d'une idéologie visant à la primauté d’un État central sur les États membres d’une union.

## Belgique
En Belgique, l'unitarisme est appelé belgicanisme. C'est un mouvement qui prône un retour à l'État unitaire d'avant le fédéralisme belge. L'unitarisme est présent dans certains partis d'extrême gauche (Parti du travail de Belgique), d'extrême droite (Front national) ou du centre (le Belgische Unie - Union belge).